# 包裝大師
包裝大師（英語：Packing Winner），是香港已退役純種競賽馬匹。此外，牠曾經是沙田馬場1800米場地紀錄保持者。

## 主要勝出賽事
| 年份 | 賽事名稱         | 級別 |
| ---- | ---------------- | ---- |
| 2008 | 香港冠軍暨遮打盃 | HKG1 |
| 2009 | 沙田錦標         | HKG3 |

## 競賽生涯

### 2005－2006年馬季
2006年5月13日，包裝大師初次出賽，出戰4班沙田1000米賽事，沿途居中，最後五百米受到催策，可惜毫無反應僅得第九。6月4日再次出戰1000米賽事，最後300米因外閃而勒避，影響了表現，以第八名過終點。

### 2006－2007年馬季
上季短途作賽表現一般，因此何良讓包裝大師增程，表現開始有所進步。在10月15日4班1600米賽事，沿途雖然受困，但仍然取得第五，首次獲得比賽獎金。11月4日再次成1600米賽事出擊，由韋達接手策騎，成為大熱門，起步頭不久埋欄並放頭，直路時開始放離，順利以超過3個多馬位擊敗對手。11月26日再度上陣，賠率更只有1.6倍。轉至最後直路時原本曾經一度領先，最後200米左右，突然失蹄，難以平衡，但仍然能夠完成比賽，僅得第七名。12月23日，終於能夠穩定走勢順利勝出賽事。
包裝大師原定出戰2007年3月25日3班1600米賽事，不過因為左腳不良於行而退出比賽。相隔兩個多月，包裝大師在5月1日再次於比賽場上亮相，最後被時尚風采超越，得一席亞軍。6月3日再於3班1600米上陣，賽事步速頗快，但包裝大師仍能在直路上帶離其他馬匹，順利取勝。

### 2007－2008年馬季
踏入新的馬季，包裝大師表現更進一步。在進入分級賽事前，連勝兩場賽事。第一場是9月15日的2班廣東讓賽盃，比賽跟著前領馬，直路上順利彈出，輕鬆勝出此場賽事。10月1日，再將距離增長至1800米，雖然起步一度搶口，不過貼欄後讓哲學家領放，直路時已經帶出，取得勝利，更打破沙田馬場1800米場地紀錄時間。
11月11日，首次挑戰分級賽香港盃預賽，走勢良好，可惜不敵最佳中長途馬得主爆冷得第二。賽後迴避參與香港盃。2008年2月2日出戰三級賽百週年紀念銀瓶，返回1800米再被成為大熱門，正值韋達停賽，改由高雅志策騎，可惜後勁一般，被牛精福星輕鬆擊敗。然後出戰香港金盃，得一席毫無威脅的第四。
3月24日，出戰三級賽精英碟，再次被捧成大熱門，直路上走勢平平，僅得第四。於愛彼女皇盃首次公佈出賽名單時，沒有提名包裝大師，香港賽馬會4月11日宣佈讓包裝大師角逐此賽事。到賽事當日，最後獨贏賠率為83倍，跟隨梵高藝展及爆炸後方，到直路時雖然無機會爭勝，但仍然維持走勢，力拼下力保一席第四。5月25日出戰香港冠軍暨遮打盃，再次與爆冷對碰，繼續採取跟前策略，直路上超越領放馬，並帶離其他馬匹，爆冷於最後二百米挑戰包裝大師，包裝大師與爆冷最後力拼，最終以半個馬位擊敗爆冷，阻止爆冷成為三連冠。首次贏得分級賽事。並為練馬師何良贏得執練以來香港一級賽勝利，今季賽事從未錯失取得獎金的機會。

### 2008-2009年馬季
包裝大師已出戰11月16日舉行的香港盃預賽，起步緩慢一度包尾，到中段開始超越爆炸領放，在直路時乏力，只得第七。然後獲邀參與香港瓶，由於賽事沒有領放馬，由包裝大師領放，在大部份時間下控制步速下，直路被迪諾醫生、紫月光和網絡電郵超越，最後以過終點時頭位敗於第四紅莓果取得第五名，是自2006年以來香港代表在香港瓶的最好成績。
包裝大師將參戰百週年紀念瓶，由於韋達同場策騎勝眼光，因此早已篤定由楊啟棠策騎。在比賽中中段在外疊在直路無以為繼僅得第七。賽後楊啟棠被馬會問話為何將坐騎抽出外疊，最終使楊啟棠被罰9個香港賽馬日。包裝大師香港金盃中回復以往的跑法，但不敵爆冷得亞軍。在4月5日舉行的主席錦標賽事表現平平，只得第九。
之後獲得參與愛後錶女皇盃機會，騎師冼毅力在早段察覺步速慢首先帶出，中段稍稍留後，在直路嘗試再次衝刺，但反應普通，過終點前被鬥牛城超越僅得第五。之後角逐香港冠軍暨遮打盃，起步後未能帶頭，決定抽出外疊起步，並持續一段長時間，在直路乏力而回。

### 2009-2010年馬季

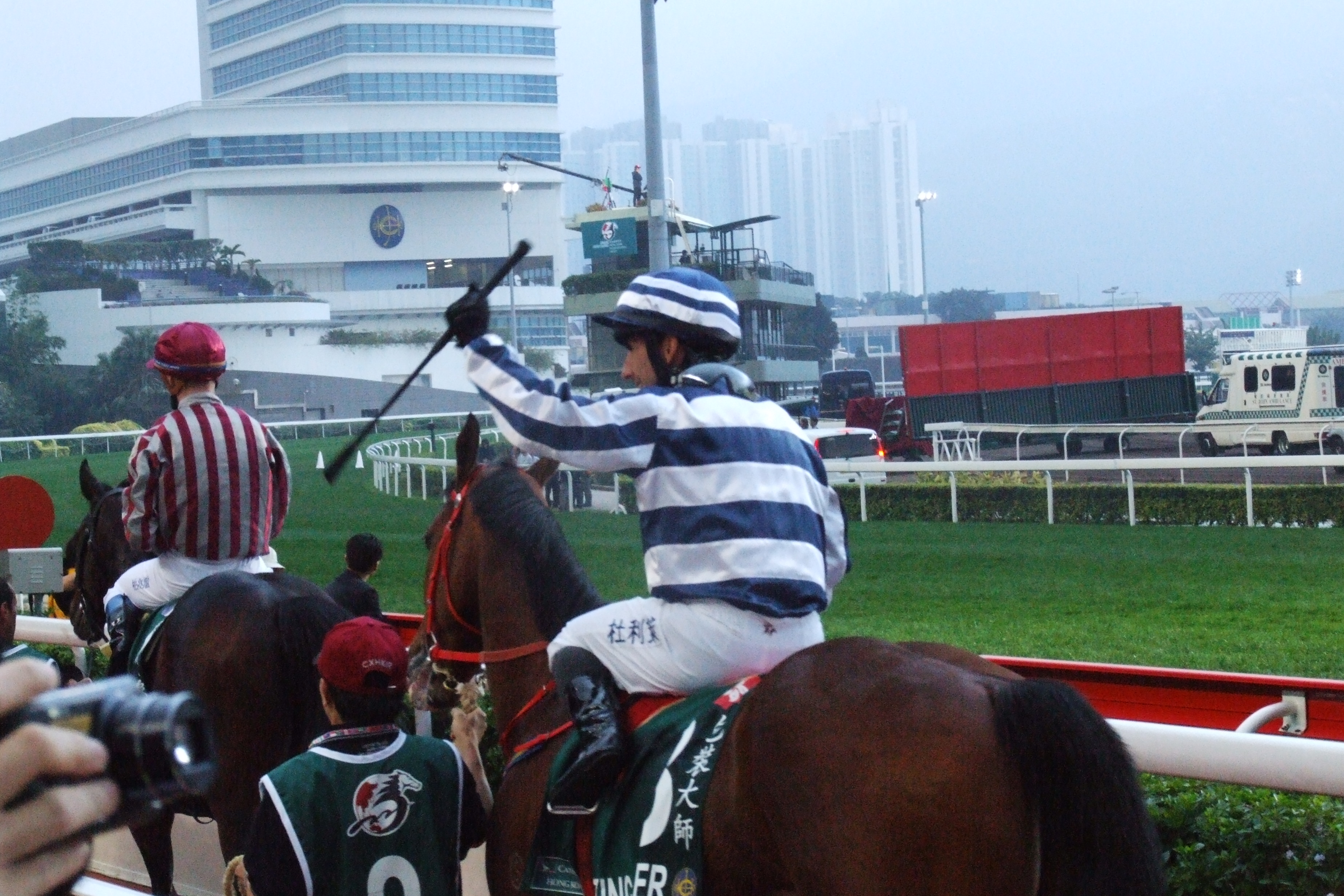
包裝大師角逐首次香港盃。

包裝大師第一場賽事是沙田錦標，賽前的劣績不被看好，在獨贏彩池成為99倍大冷門，在賽事中無馬跟隨，轉彎後開始帶出，在終點前沒有馬匹威脅牠，輕鬆勝出賽事。接著出戰香港盃預賽，雖然步速仍慢，但有一兩匹馬跟在前方，直路上維持均速取得第六。
接著出戰香港瓶，採取領放戰略，但被喜聚寶跟貼，輸直路時與喜聚寶乏力，以第十一名完成。然後角逐董事盃，起步跟在勝眼光及再領風騷的後方。在直路完全毫無還擊之力，幾乎包尾而回。
包裝大師原定角逐4月4日舉行的主席錦標，但賽前退出。其後原定選出參加愛彼錶女皇盃，但在排位前退出，終於在遮打盃復出，只能跑出甚無威脅的第四。

### 2010-11年馬季
在馬會盃跑第三後，再於香港盃意外地跑獲季軍。然後在董事盃跑第七。在香港金盃只能跑一席失望的第十一名。接著在女皇盃起步稍慢只能跑第十。5月5日向馬會申請退役並獲得接納。

## 詳細成績
| 日期       | 馬場 | 距離   | 級別 | 賽事名稱          | 負重 | 騎師   | 出馬/名次 | 時間    | 與頭馬距離 | 頭馬（二馬） |
| ---------- | ---- | ------ | ---- | ----------------- | ---- | ------ | --------- | ------- | ---------- | ------------ |
| 13/5/2006  | 沙田 | 草1000 |      | 第四班讓賽        | 125  | 韋達   | 9/14      | 0:59.3  | 9          | 幸運寶貝     |
| 4/6/2006   | 沙田 | 草1000 |      | 第四班讓賽        | 115  | 黎海榮 | 8/14      | 0:58.5  | 8 1/4      | 陽光         |
| 15/10/2006 | 沙田 | 草1600 |      | 第四班讓賽        | 114  | 黎海榮 | 5/14      | 1:35.8  | 3 1/2      | 飛快贏       |
| 4/11/2006  | 沙田 | 草1600 |      | 第四班讓賽        | 120  | 韋達   | 1/13      | 1:35.1  | 3 3/4      | （時尚寶）   |
| 26/11/2006 | 沙田 | 草1600 |      | 第四班讓賽        | 132  | 韋達   | 7/14      | 1:35.9  | 3 3/4      | 輕鬆出擊     |
| 23/12/2006 | 沙田 | 草1600 |      | 第四班讓賽        | 129  | 韋達   | 1/12      | 1:35.2  | 1 1/4      | （紅酒甜心） |
| 1/5/2007   | 沙田 | 草1600 |      | 施偉賢盃（3班）   | 121  | 韋達   | 2/13      | 1:34.7  | 頸位       | 時尚風       |
| 3/6/2007   | 沙田 | 草1600 |      | 第三班讓賽        | 121  | 韋達   | 1/10      | 1:34.2  | 4 3/4      | （喜德寶）   |
| 15/9/2007  | 沙田 | 草1600 |      | 廣東讓賽盃（2班） | 118  | 韋達   | 1/12      | 1:34.4  | 1 1/4      | （駕進）     |
| 1/10/2007  | 沙田 | 草1800 |      | 第二班讓賽        | 125  | 韋達   | 1/11      | R1:46.2 | 3 3/4      | （大贏家）   |
| 11/11/2007 | 沙田 | 草2000 | HKG2 | 香港盃預賽        | 123  | 韋達   | 2/11      | 2:01.7  | 1          | 爆冷         |
| 2/2/2008   | 沙田 | 草1800 | HKG3 | 百週年紀念銀瓶    | 116  | 高雅志 | 4/9       | 1:49.6  | 4 1/2      | 牛精福星     |
| 24/2/2008  | 沙田 | 草2000 | HKG1 | 香港金盃          | 126  | 韋達   | 4/8       | 2:04.4  | 3 1/4      | 爆冷         |
| 24/3/2008  | 沙田 | 草1800 | HKG3 | 精英碟            | 133  | 韋達   | 5/11      | 1:47.6  | 8 1/4      | 牛精財星     |
| 27/4/2008  | 沙田 | 草2000 | G1   | 愛彼錶女皇盃      | 126  | 韋達   | 4/11      | 2:01.2  | 2 3/4      | 雕塑家       |
| 25/5/2008  | 沙田 | 草2400 | HKG1 | 香港冠軍暨遮打盃  | 126  | 韋達   | 1/10      | 2:27.3  | 1/2        | （爆冷）     |
| 16/11/2008 | 沙田 | 草2000 | HKG2 | 香港盃預賽        | 128  | 韋達   | 7/8       | 2:03.02 | 3 3/4      | 爆冷         |
| 14/12/2008 | 沙田 | 草2400 | G1   | 香港瓶            | 126  | 韋達   | 5/13      | 2:29.34 | 1 1/4      | 迪諾醫生     |
| 8/2/2009   | 沙田 | 草1800 | HKG3 | 百週年紀念銀瓶    | 128  | 楊啟棠 | 7/11      | 1:47.77 | 3 1/2      | 花好月圓     |
| 22/2/2009  | 沙田 | 草2000 | HKG1 | 香港金盃          | 126  | 韋達   | 2/8       | 2:04.66 | 頸位       | 爆冷         |
| 5/4/2009   | 沙田 | 草1600 | HKG2 | 主席錦標          | 123  | 賴維銘 | 10/12     | 1:34.95 | 8          | 再豐裕       |
| 26/4/2009  | 沙田 | 草2000 | G1   | 愛彼錶女皇盃      | 126  | 冼毅力 | 5/10      | 2:03.30 | 2          | 百威勝       |
| 31/5/2009  | 沙田 | 草2400 | HKG1 | 冠軍暨遮打盃      | 126  | 潘頓   | 6/8       | 2:28.62 | 8          | 爆冷         |
| 25/10/2009 | 沙田 | 草1600 | HKG3 | 沙田錦標          | 123  | 都爾   | 1/14      | 1:34.67 | 1/2        | （好先生）   |
| 15/11/2009 | 沙田 | 草2000 | HKG2 | 香港盃預賽        | 123  | 都爾   | 6/14      | 2:04.43 | 3-1/2      | 閒話一句     |
| 13/12/2009 | 沙田 | 草2400 | G1   | 香港瓶            | 126  | 都爾   | 11/13     | 2:29.11 | 10         | 大利來       |
| 31/1/2010  | 沙田 | 草1600 | HKG1 | 董事盃            | 126  | 郭爾達 | 11/12     | 1:35.25 | 8          | 友誼至上     |
| 28/2/2010  | 沙田 | 草2000 | HKG1 | 香港金盃          | 126  | 杜利萊 | 5/12      | 2:01.99 | 2-1/2      | 閒話一句     |
| 30/5/2010  | 沙田 | 草2400 | HKG1 | 香港冠軍暨遮打盃  | 126  | 普萊西 | 4/7       | 2:39.49 | 6-1/4      | 好先生       |
| 1/10/2010  | 沙田 | 草1400 | HKG3 | 國慶盃            | 123  | 都爾   | 12/14     | 1:22.08 | 10-1/4     | 天久         |
| 24/10/2010 | 沙田 | 草1600 | HKG3 | 沙田錦標          | 123  | 黎海榮 | 14/14     | 1:35.39 | 11-1/2     | 自由好       |
| 14/11/2010 | 沙田 | 草2000 | G2   | 馬會盃            | 123  | 杜利萊 | 2/11      | 2:02.37 | 1-3/4      | 魔法幻影     |
| 12/12/2010 | 沙田 | 草2000 | G1   | 香港盃            | 126  | 杜利萊 | 3/13      | 2:02.23 | 1-3/4      | 飛雪仙蹤     |
| 30/1/2011  | 沙田 | 草1600 | HKG1 | 董事盃            | 126  | 杜利萊 | 7/12      | 1:35.42 | 3-1/4      | 締造美麗     |
| 27/2/2011  | 沙田 | 草2000 | HKG1 | 香港金盃          | 126  | 杜利萊 | 11/12     | 2:03.28 | 10-1/4     | 加州萬里     |
| 1/5/2011   | 沙田 | 草2000 | G1   | 愛彼錶女皇盃      | 126  | 杜利萊 | 10/14     | 2:03.09 | 5-1/4      | 雄心威龍     |

R為場地紀錄時間。